# 昭烈妃
昭烈妃（?—?），姓名不详，後凉开国皇帝吕光的母亲，丈夫是前秦大臣吕婆楼，前秦天王苻坚淝水之战失败，在凉州的吕光建立了后秦，尊父亲吕婆楼为景昭王。尊母亲为昭烈妃。